# غاري إثرينغتون
غاري إثرينغتون (بالإنجليزية: Gary Etherington)‏ هو لاعب كرة قدم بريطاني وأمريكي في مركز الهجوم، ولد في 22 أبريل 1958 في لندن في المملكة المتحدة. شارك مع منتخب الولايات المتحدة تحت 20 سنة لكرة القدم ومنتخب الولايات المتحدة لكرة القدم. أما مع النوادي، فقد لعب مع سان خوزيه إيرث كويكس وسان خوسيه إيرثكويكس ولوس أنجلوس أزتكس ونادي غوادالاخارا ونيويورك كوسموس.

## وصلات خارجية
- غاري إثرينغتون على موقع قاعدة بيانات كرة القدم.إي يو (الإنجليزية)
- غاري إثرينغتون على موقع ناشيونال فوتبول تيمز (الإنجليزية)
- غاري إثرينغتون على موقع عالم كرة القدم.نت (الإنجليزية)